# Desa Pasekan (administrativ by i Indonesien, Jawa Barat, lat -6,25, long 108,25)
Desa Pasekan är en administrativ by i Indonesien.   Den ligger i provinsen Jawa Barat, i den västra delen av landet, 150 km öster om huvudstaden Jakarta.